# Władysław Witkowski (lekarz)
Władysław Witkowski (ur. 30 maja 1854 w Raszkowie  – zm. 29 czerwca 1927 w Ostrowie) – polski lekarz i działacz społeczny.

## Życiorys
Absolwent Gimnazjum św. Marii Magdaleny w Poznaniu oraz Wydziału Medycyny Uniwersytetu w Berlinie. Tytuł doktora medycyny i chirurgii otrzymał w roku 1880. Wcześniej studiował także przez rok weterynarię. 
W 1886 roku został dyrektorem Szpitala Powiatowego w Ostrowie. Jego zasługą była rozbudowa szpitala w szybko rozwijającym się mieście. Opiekował się miejskim sierocińcem. Był założycielem Towarzystwa Trzeźwości. Jako miejski Radca Zdrowia doprowadził do budowy w mieście kanalizacji i wodociągów, który zdecydowanie poprawiły jakość życia i zdrowie mieszkańców. Aktywnie wspierał także powiększanie obszarów zieleni w mieście, odegrał wielką rolę w założeniu Parku 3 Maja.
Udzielał się także w kulturze i w oświacie. Należał do Towarzystwa Czytelni Ludowych, był animatorem ruchu śpiewaczego, zorganizował w 1891 roku w Ostrowie IV Zjazd Śpiewaków Polskich.
Pochowany na Starym Cmentarzu w Ostrowie.